# Umer
Umer (Deens: ymer) is een zuivelproduct van gefermenteerde melk uit Denemarken. De smaak van umer wordt omschreven als een zachtzuur. Het product heeft een yoghurt- of kwarkachtige structuur.
Het wordt gemaakt van ingedikte halfvolle melk. Doordat de melk wordt ingedampt, bevat umer tweemaal zoveel eiwitten als de oorspronkelijke melk. Het is geschikt voor gebruik in zoete en hartige gerechten.
Umer is vooral populair in Denemarken, waar het bekendstaat als ymer, dat als umer wordt uitgesproken. Een poging om het op de Nederlandse markt uit te zetten leek aanvankelijk te mislukken, maar momenteel  zijn er toch supermarktketens die umer verkopen onder de naam ymer.